# Lili Berger
Lili Berger, właśc. List (ur. 30 grudnia 1916, zm. 27 listopada 1996 w Paryżu) – polsko-żydowska pisarka, krytyk literacki i działaczka francuskiego ruchu oporu. Tworzyła głównie w jidysz.

## Życiorys
Urodziła się 30 grudnia 1916 roku w okolicach Białegostoku, w ortodoksyjnej rodzinie o nazwisku List. Uczyła się w szkole hebrajskiej, a następnie kontynuowała naukę w polsko-żydowskim gimnazjum w Warszawie. Studiowała pedagogikę w Brukseli, po czym w 1936 roku przeniosła się do Paryża, gdzie dołączyła do grona polsko-żydowskich emigrantów, współpracowała z prasą jidyszową oraz uczyła. Posługiwała się pseudonimem Lili Beger.
Podczas II wojny światowej działała we francuskim ruchu oporu, prowadząc małą komórkę w ramach struktur Francuskiej Partii Komunistycznej. Od 1942 roku kierowała organizacją Le Mouvement national contre le racisme, w ramach której m.in. ratowała dzieci przed deportacją.
Powróciła do Polski w 1949 roku, mając nadzieję na odtworzenie żydowskiego życia kulturalnego. Publikowała artykuły i opowiadania w jidysz i po polsku, w prasie polskiej pisząc pod imieniem Liliana Gronowska. Wraz z takimi postaciami jak Dawid Sfard czy Mosze Szklar należała do redakcji „Jidisze Szriftn”. Jej pierwszą publikacją książkową był wydany w 1953 roku przekład na jidysz listów Ethel i Juliusa Rosenbergów; następnie wydała w jidysz zbiór opowiadań dotyczący doświadczeń wojennych i powojennych, wybór tekstów krytycznoliterackich i powieść. W tym okresie opublikowała także dwie książki po polsku – były to jednak jej jedyne publikacje książkowe w tym języku w przeciągu całej kariery literackiej. Na fali Marca 1968 wyjechała do Francji. Należała do ostatniej fali emigracyjnej pisarzy w Polsce tworzących w jidysz.
W Paryżu kontynuowała karierę literacką. Związała się z redakcjami periodyków w jidysz, jej utwory ukazywały się także na łamach prasy Izraela, Południowej Afryki, Meksyku i Stanów Zjednoczonych. Jej książki zdobyły szereg nagród, ukazywały się we Francji i za granicą. Wiele z jej utworów literackich opisuje polsko-żydowskie doświadczenia XX w., zaś liczne artykuły i eseje zawierają wspomnienia pełnie historycznych detali. W jej twórczości widać także wpływ zainteresowania pedagogiką: wśród opisywanych przez nią postaci historycznych pojawiają się znani żydowscy edukatorzy, tacy jak Janusz Korczak, któremu poświęciła sztukę, czy Estera Frumkin, o której napisała powieść wyróżnioną przez żydowski PEN Club w Nowym Jorku.
Zmarła 27 listopada 1996 roku w Paryżu.